# Территориальные зоны Санкт-Петербурга
Территориа́льные зо́ны Санкт-Петербу́рга — объекты городской среды Санкт-Петербурга, не являющиеся проездами, или фактически существующими островами, но имеющие адреса.
| # А Б В Г Д Е Ё Ж З И К Л М Н О П Р С Т У Ф Х Ц Ч Ш Щ Э Ю Я |

## А
- станция Автово[1]
- Александровский парк[1]

## В
- Вольный остров[1]

## Г
- Галерный остров[1]
- Гладкий остров[1]
- станция Горелово[1]

## Д
- остров Дамба Гребёнка[1]

## К
- Большая Каменка[1]
- Куттузи[1]

## Л
- Лесной мол[1]
- Летний сад[1]

## М
- Мурино[1]

## Н
- станция Нарвская[1]
- станция Нева[1]
- деревня Новая[1]

## О
- станция Обухово[1]

## П
- станция Парнас[1]
- Петропавловская крепость[1]
- Пискарёвка[1]

## Р
- станция Ручьи[1]
- деревня Рыбацкое[1]
- станция Рыбацкое[1]

## С
- Станционный посёлок[1]

## Ф
- Фарфоровский пост[1]

## Ш
- станция Шувалово[1]

## Э
- Элеваторная площадка[1]

## Белоостров
- Новый Белоостров[1]

## Зеленогорск
- Станция Зеленогорск[1]
- Золотой пляж[1]
- Красавица[1]
- Участок Ленэнерго[1]
- Пухтолова гора[1]
- Решетниково[1]

## Колпино
- Ижорские заводы[1]
- Левый берег реки Ижоры[1]

## Красное Село
- Фабричный посёлок[1]
- Хвойный[1]

## Кронштадт
- Форт Александр I[1]
- форт Константин[1]
- форт Кроншлот[1]
- форт Обручев[1]
- форт Павел I (форт Рисбанк)[1]
- Пороховой форт[1]
- 1-й Северный форт[1]
- 2-й Северный форт[1]
- 3-й Северный форт[1]
- 4-ы Северный форт (форт Зверев)[1]
- 5-й Северный форт[1]
- 6-й Северный форт[1]
- 7-й Северный форт[1]
- Маяк Толбухин[1]
- форт Тотлебен[1]
- 1-й Южный форт[1]
- 2-й Южный форт[1]
- 3-й Южный форт[1]

## Левашово
- Левашово-2[1]
- Новосёлки[1]

## Ломоносов
- Верхний парк[1]
- Жилгородок № 12[1]
- Жилгородок № 15[1]
- Зимняя пристань[1]
- Ломоносовский порт (включает Зимнюю пристань)[1]
- 2-й Ораниенбаум[1]
- Пионерлагерь[1]

## Павловск
- Гамболово[1]
- Красная Славянка[1]
- Попово[1]

## Петергоф
- парк Александрия[1]
- Марьино[1]
- Нижний парк[1]
- Суворовский городок[1]

## Парголово
- Пригородный[1]
- Шуваловский парк[1]

## Песочный
- Военно-морской городок[1]

## Пушкин
- Лесное[1]
- Мыкколово[1]
- Новокондакопшино[1]
- Павильон Урицкого[1]
- Ферма-2[1]

## Сапёрный
- станция Сапёрная[1]

## Сестрорецк
- Санаторий «Дюны»[1]
- Пансионат «Сестрорецк»[1]
- Угольный островок[1]
- Шалаш Ленина[1]

## Солнечное
- Ласковый пляж[1]
- Солнечное-2[1]

## Стрельна
- Больничная горка[1]
- Жилгородок № 11[1]
- Константиновский парк[1]

## Шушары
- Колпинская ферма[1]
- Ленсоветовский[1]
- отделение совхоза «Ленсоветовский»[1]
- Московская Славянка[1]
- Пулковское[1]